# Divinolândia de Minas
Divinolândia de Minas là một đô thị thuộc bang Minas Gerais, Brasil. Đô thị này có diện tích 132,754 km², dân số năm 2007 là 6724 người, mật độ 52,1 người/km².